# دختر سروان
دختر سروان (به روسی: Капитанская дочка) رمانی تاریخی از الکساندر پوشکین نویسنده روس است که نخستین بار در سال ۱۸۳۶ در مجله ادبی ساورمنیک منتشر شد. این رمان در قالب خاطرات یک افسر اشراف‌زاده امپراتوری روسیه به نام پتر آندرویچ و با زاویه دید اول شخص نوشته شده‌است.
دختر سروان داستانی رمانتیک و زندگی‌نامه‌ای است که در متن شورش پوگاچف در سال‌های ۴-۱۷۷۳ در دوران سلطنت ملکه کاترین دوم جریان دارد. پوشکین در آن دوران در خزانه اسناد دولتی در شهر سن پترزبورگ مشغول به کار بود و به همین مناسبت این داستان را به رشته تحریر در آورد، وی هرچند در این داستان نظری منفی نسبت به خشونت و کشتار و چپاول این قیام دارد اما در عین حال یملیان پوگاچف رهبر این قیام دهقانی را به عنوان شخصیتی استثنایی و تحسین‌برانگیز به تصویر کشیده است.
دختر سروان آخرین اثر پوشکین است. وی یک سال بعد از انتشار این داستان در سن ۳۸ سالگی و در یک دوئل جان باخت. جالب اینکه پتر آندرویچ قهرمان داستان دختر سروان نیز همچون پوشکین با رقیب عشقی خود به دوئل دست می‌زند.
بلنیسکی منتقد ادبی روس معتقد است که دختر سروان داستانی است که بیشترین تاثیر را بر نسل نویسندگان رئالیست روسی بر جای گذاشته است. چندین فیلم سینمایی بر اساس این داستان ساخته شده و سزار کوئی آهنگساز روس هم اپرایی به همین نام ساخته و برای نگارش متن آن از این داستان اقتباس کرده‌است.
دو ترجمه فارسی از این کتاب یکی توسط پرویز ناتل خانلری و دیگری از شیوا رویگریان موجود است. ناتل خانلری این کتاب را در چاپ اول، در ۱۳۱۰، با عنوان دختر سلطان منتشر کرد ولی در چاپهای بعدی عنوان دختر سروان برای آن انتخاب شد.

## خلاصه داستان
داستان دختر سروان در مورد پتر آندرویچ جوانی اشراف زاده در اواخر قرن هجدهم میلادی است. او به سن سربازی رسیده است و پدرش بر خلاف نظر مادرش او را به خدمت نظام می فرستد و از روابط خود استفاده می کند تا پسرش را به منطقه ای دورافتاده در شرق رود ولگا و کنار دشت‌های قزاقستان اعزام کنند. در راه مرد کُزَک ناشناس راهنمای او می‌شود. پتر آندرویچ در قلعه‌ای نزدیک به شهر ارنبورگ مشغول خدمت می‌شود. وی عاشق ماریا دختر سروان محل خدمتش می شود. چندی بعد کُزکی که به‌طور اتفاقی راهنمای او شده بود یعنی یملیان پوگاچف علیه حکومت روسیه قیام کرده و به قلعه آن‌ها حمله‌ور می‌شود و پتر آندرویچ رودرروی او قرار می‌گیرد. پوگاچف به پاس پوستینی که پتر آندریوج به او بخشیده جان او را نجات داده و از وی حمایت می‌کند با این حال آندرویچ قبول نمی‌کند که به سپاه پوگاچف بپیوندد. از طرف دیگر آندرویچ برای حمایت از دختر مورد علاقه خود حوادث دور از ذهنی را باید از سر بگذراند و در این بین رقیبی عشقی از همه بیشتر برای او دردسر ساز می شود...